# South African Broadcasting Corporation
South African Broadcasting Corporation (SABC) és l'empresa de radiotelevisió estatal de Sud-àfrica, la qual té 18 estacions de ràdio (AM /FM), així com 4 canals de televisió.

## Història
Les transmissions radials van començar a Sud-àfrica el 1923. La SABC va ser establerta el 1936 a través d'una acta del Parlament, en substitució de la African Broadcasting Corporation, de control estatal, formada el 1927. Va ser considerada com un monopoli diversos anys, i era controlada pel govern de minoria blanca encapçalat pel Partit Nacional. La Corporació és coneguda en Afrikaans com Suid-Afrikaanse Uitsaaikorporaise (SAUK), tot i que aquest nom ja no s'utilitza en els documents oficials.
Fins al 1979, la SABC també operava serveis radiotelevisius a Namíbia, la qual encara pertanyia a Sud-àfrica, però en aquest any, aquestes operacions van ser transferides a la South West African Broadcasting Corporation (SWABC). Aquesta, posteriorment, es convertiria en la Namibian Broadcasting Corporation (NBC) després de la independència del país el 1990.
El 1996, la SABC i els seus diversos serveis van ser reestructurats per lliurar un millor servei i reflectir la nova societat democràtica de la Sud-àfrica posterior a la fi de l'apartheid. Ha estat acusada també d'afavorir al partit polític "Congrés Nacional Africà", principalment en els segments informatius. No obstant això, manté un paper dominant en els mitjans de comunicació del país.

## Ràdio

### Establiment
La SABC va ser establerta per una acta del Parlament el 1936, la qual va prendre control de l'African Broadcasting Company. Aquesta companyia va ser la responsable d'algunes de les primeres transmissions radials a Sud-àfrica en els anys 20. La SABC va establir serveis en els llavors idiomes oficials del país, l'anglès i l'afrikaans, incorporant posteriorment transmissions en llengües ètniques com el Zulú, el Xhosa, el Sesotho i el Tswana. El primer servei comercial del SABC, iniciat el 1950, era conegut com a Springbok Ràdio, que transmetia en anglès i afrikaans. Les estacions regionals d'FM es van iniciar als anys 60. Les seleccions de música popular de la SABC reflectien l'estil conservador inicial del govern del Partit Nacional, emetent poca música dels The Beatles o The Rolling Stones a favor de grups de música més suaus, com el grup nord-americà Bread.
El 1966 la SABC també va crear un servei internacional, conegut com a Ràdio RSA, la qual transmet en anglès, suahili, francès, portuguès, neerlandès i alemany. Actualment és conegut com a Channel Africa.

### Reestructuració del 1996
El 1996, la SABC va dur a terme una important reestructuració dels seus serveis. El servei principal de ràdio en anglès es va convertir en SAFM. El nou servei aviat va desenvolupar una audiència respectable i va ser considerada com la ràdio principal de la nova democràcia sud-africana
Similarment, la competència de la SABC Ràdio ha arribat a grans nivells d'acceptació popular. Ràdio 702 (propietat de Primedia), Cape Talk i 94.7 Highveld Stereo han crescut gradualment pel que fa a nivells d'audiència i de l'augment dels seus ingressos després de l'alliberament de les freqüències aèrees a Sud-àfrica. Altres estacions que han millorat la seva audiència (sobretot entre la població negra) són YFM i Kaya FM (totes dues en mans de gent negra i enfocades al públic de color).

### Llista d'estacions
- Springbok Radio en afrikaans/anglès - tancada el 31 de desembre del 1985.
- SAFM en anglès[1]
- 5FM en anglès[2]
- Good Hope FM en anglès[3]
- Metro FM en anglès[4]
- Radio Sonder Grens en afrikaans[5]
- Radio 2000 en anglès[6]
- Ukhozi FM en zulu[7]
- Umhlobo WENEN FM en xosa[8]
- Thobela FM en pedi[9]
- Lesedi FM en sesotho[10]
- Motsweding FM en tswana[11]
- Phalaphala FM en venda[12]
- Munghana Lonene FM en Tsonga[13]
- Ligwalagwala FM en swazi[14]
- Ikwekwezi FM en ndebele[15]
- Lotus FM en anglès per a la comunitat índia[16]
- X-K FM en xu i khwe.
- CKI FM en anglès i xhosa.

## Televisió

### Primers anys (1971-1995)
El 1971, després d'anys de controvèrsia sobre la introducció de la televisió, la SABC va ser autoritzada per introduir els serveis de televisió en color, que va començar les seves transmissions experimentals en les principals ciutats el 5 de maig del 1975, abans que el servei aconseguís cobertura nacional el 6 de gener del 1976. Inicialment, el servei televisiu era finançat completament a través del pagament de llicències, de la mateixa manera que al Regne Unit, però la publicitat va començar el 1978. La SABC (tant la televisió com la ràdio) és encara parcialment finançada pel pagament de llicències (actualment 225 Rand per any).
El servei televisiu inicialment transmetia només en anglès i afrikaans, amb èmfasi en programes religiosos els diumenges.
Una telesèrie local, The Villagers, ambientada en una mina d'or, va ser ben rebuda pel públic, cosa que no va passar amb The Dingleys. D'acord amb la política de l'apartheid a Sud-àfrica, la unió britànica d'actors Equity va iniciar un boicot a la venda de programes a Sud-àfrica, adduint que la majoria de la programació adquirida en els primers anys de la corporació provenia dels Estats Units. No obstant això, la sèrie policial de Thames Television, The Sweeney, va ser breument emesa a SABC TV, doblada a l'afrikaans com Blitspatroille. Posteriorment, quan altres programes eren doblats a l'idioma original, el so en la llengua materna es transmetia en simultani a la ràdio FM.
Amb un pressupost limitat, els primers programes propis apuntaven al públic infantil, destacant els programes Haas Das se Nuuskas i Oscar in Asblikfontein, ambdós realitzats en afrikaans.
El 1982, un segon canal va ser introduït, transmetent en llengües africanes. El canal principal, aleshores anomenat TV1, sovint dividia la seva programació entre l'anglès i l'afrikaans. Els subtítols a la televisió sud-africana són gairebé inexistents, tot i que diverses telesèries no-angleses presenten subtítols en anglès. El segon canal, anomenat TV2, TV3 o TV4, depenent de l'hora de transmissió, va ser posteriorment rebatejat com a CCV (Contemporary Community Values). Un tercer canal va ser introduït, conegut com a TSS, o Topsport Surplus, sent Topsport el nom comercial per a la cobertura esportiva del SABC, però aquesta va ser rebatejada com NNTV (National Network TV).
La televisió de la SABC pot ser vista àmpliament a Botswana, Lesotho i Swazilàndia. La SABC també va ajudar a la South West African Broadcasting Corporation a Namíbia a establir el seu servei de televisió el 1981 amb bàsicament videocintes de programes realitzats a Sud-àfrica. Aquesta corporació va esdevenir la Namibian Broadcasting Corporation el 1990.

### Història recent (1996 - actualitat)
El 1996, gairebé dos anys després de l'ascens al poder de l'ANC, la SABC va reorganitzar els seus tres canals de televisió, per tal de ser més representatius dels diferents grups lingüístics. Aquests nous canals van ser anomenats SABC 1, SABC 2, i SABC 3. Això va resultar en la disminució d'hores de transmissió en afrikaans, un canvi que va molestar fins i tot a la població blanca. La SABC també va absorbir l'estació Bop TV, l'ex-bantustan de Bophuthatswana.

#### Altres transmissions noticioses
La SABC transmetia els noticiaris de la CNN International des del 1990, però la va eliminar des de la invasió a l'Iraq el 2003. Posteriorment, emetia la programació informativa de BBC World a primera hora del matí. Actualment emet esports. Els televidents sud-africans que volen veure notícies internacionals sense el filtre de SABC News (i que puguin pagar el servei), poden subscriure's a DSTV, la qual transmet els senyals de CNN International, BBC World News, i Sky News.

### Nous serveis
En els darrers anys, la SABC va començar a transmetre dos canals de TV a la resta del continent, SABC Africa (un servei de notícies) i Africa 2 Africa (programes d'entreteniment de Sud-àfrica i altres països africans), el 1999. Aquests canals eren gratuïts per als clients de DSTV. El 2003, Africa 2 Africa va ser fusionada amb SABC Africa. Els butlletins informatius de SABC Africa són també emesos al canal de TV satelital Original Black Entertainment (OBE) al Regne Unit.
A Sud-àfrica, SABC va anunciar el llançament de dos canals de televisió regional, SABC4 i SABC5, amb èmfasi en els altres idiomes oficials de Sud-àfrica a part de l'anglès. SABC4 transmet en tswana, sesotho, pedi, tsonga, venda, i afrikaans a més de l'anglès, per a les províncies del nord del país. A les províncies del sud, SABC5 transmet en xhosa, zulu, ndebele, i swazi, així com en afrikaans i anglès.
A diferència dels altres serveis televisius de la SABC, SABC4 i SABC5 no estan disponibles via satèl·lit.

### Competència
El 1986, el monopoli televisiu de la SABC es va veure amenaçat amb el llançament d'un servei per a subscriptors, conegut com a M-Net, creada per un consorci de productors de diaris. No obstant això, no va poder transmetre els seus propis informatius ni programes d'afers interns, els quals seguien sent privilegi de la SABC. El domini de la SABC va finalitzar amb el llançament del primer canal privat de televisió oberta a Sud-àfrica, ETV. La televisió satelital també es va expandir, mentre que la companyia germana de M-Net, MULTICHOICE, va llançar el seu servei de televisió digital satelital (DSTV) el 1995. La majoria dels canals de la SABC són proveïts en aquest servei via satèl·lit.

### Llista d'estacions

#### 1976 a 1995
- TV1
- TV2
- TV3
- TV4
- Topsport/NNTV

#### 1996 en endavant
- SABC 1 - Transmet principalment en nguni, i secundàriament en anglès.
- SABC 2 - Transmet en afrikaans, sesotho i anglès.
- SABC 3 - Transmet en anglès.